# Micaela Vázquez
Micaela Belén Vázquez (Buenos Aires, 24 novembre 1986) è un'attrice e conduttrice televisiva argentina. È nota per aver recitato nelle telenovelas Rebelde Way e Flor - Speciale come te.

## Vita privata
Ha avuto una relazione con l'architetto Federico Larroca dal 2014, con cui si è sposata il 15 novembre 2017 e con cui ha divorziato nell'ottobre 2019.
Da dicembre 2019 ha una relazione con Gerónimo Klein. Il 31 dicembre 2020 nasce il primo figlio della coppia, Baltazar.

## Filmografia

### Cinema
- Cronaca di una fuga - Buenos Aires 1977 (Crónica de una fuga), regia di Israel Adrián Caetano (2006)
- Chicos católicos, apostólicos y romanos, regia di Juan Paya (2014)

### Televisione
- Chiquititas - serie TV (2001)
- Chiquititas, la historia - serie TV, 20 episodi (2001)
- Rebelde Way - serie TV, 130 episodi (2002-2003)
- Flor - Speciale come te (Floricienta) - serie TV, 154 episodi (2004-2005)
- Casados con Hijos – serie TV, 1 episodio (2005)
- El tiempo no para – serial TV (2006)
- Sos mi vida - serie TV, 30 episodi (2006)
- Chiquititas sin fin - serie TV, 19 episodi (2006)
- Son de Fierro - serie TV, 10 episodi (2007)
- Los únicos, serial TV (2011)
- Adictos – serie TV (2011)
- Dulce amor - serie TV, 280 episodi (2012)
- Taxxi, amores cruzados - 66 episodi (2013)
- Yo soy virgen - webserie, 10 episodi (2014)
- La casa del mar - serie TV, 12 episodi (2015-2016)
- Tipo que na en común – web serie (2017)
- Cartoneros – serie TV (2017)
- Mi hermano es un clon – serial TV (2017)
- Pequeña Victoria - serie TV, 18 episodi (2019)

### Programmi televisivi
- Call TV (40 Latino, 2009-2010) Conduttrice
- Fans en vivo (FWTV, 2013-2017) Conduttrice
- Agenda Fox Sports (Fox Sports, 2019) Conduttrice
- Bailando 2023 (América TV, 2024) Concorrente ospite
- Bake Off Famosos Argentina (Telefe, 2024) Concorrente ospite
- El gran premio de la cocina (Canale 13 (Argentina), 2024-presente) Co-conduttrice

## Teatro
- Chiquititas (2001)
- Rebelde Way (2002-2003)
- Floricienta, en vivo tour (2004-2005)
- Dulce Reino (2006)
- Floricienta, el tour de los sueños (2006-2007)
- Remisería (2010)
- Marejada (2011)
- Next (2012-2013)
- Los Grimaldi (2013)
- Separados (2016)
- El club del chamuyo, el musical (2016)
- Antes que nadie (2023-2024)
- Jardines salvajes (2024)

## Doppiatrici Italiane
Nelle versioni in italiano delle opere in cui ha recitato, Micaela Vázquez è stata doppiata da:
- Chiara Tomarelli in Flor - Speciale come te[7]
- Giuliana Atepi e Laura Amadei in Rebelde Way[8]